# World of Warcraft: Midnight
World of Warcraft: Midnight je jedenáctý datadisk k MMORPG World of Warcraft, který vyvinula a vydala společnost Blizzard Entertainment. Datadisk byl oznámen 3. listopadu 2023 na herní konvenci BlizzCon, avšak první upoutávka má být představena až na GamesConu 19. srpna 2025.
Jedná se o druhý datadisk z Wouldsoul Ságy - multiexpanzní dějovou linii pro World of Warcraft, která se bude odehrávat ve třech po sobě jdoucích expanzích: The War Within (2024), Midnight (2026) a The Last Titan (TBA).
Datadisk je dějově zasazen hned na události z posledního patche The War Within: Ghosts of K’aresh, který byl vydán 5. (USA) a 6. srpna 2025 (EU).
Mezi protagonisty datadisku patří Alleria Windrunner a Xal'atath.

## Hratelnost

### Player Housing
Datadisk přináší do hry novinku s názvem Player Housing, které poskytne hráčům v Azerothu osobní domy v sousedství. Domy jsou rozděleny do dvou sousedských zónách, Founder’s Point (pro Alianci) a Razorwind Shores (pro Hordu). Každá zóna se skládá z přibližně 50 pozemků stejné velikosti.
Sousedství se dělí na:
- Veřejná -  vytvořena herními servery podle potřeby a kdokoli si v nich může koupit dům
- Soukromá - vytvořena hráči nebo guildou/cechem nebo jinými skupinami hráčů